# Eudarcia aureliani
Eudarcia aureliani är en fjärilsart som beskrevs av Josif Capuse 1967. Eudarcia aureliani ingår i släktet Eudarcia och familjen äkta malar. Inga underarter finns listade i Catalogue of Life.